# Малошув (Малопольське воєводство)
Малошув (пол. Małoszów) — село в Польщі, у гміні Ксьонж-Великі Меховського повіту Малопольського воєводства.
Населення — 102 особи (2011).
У 1975-1998 роках село належало до Келецького воєводства.

## Демографія
Демографічна структура станом на 31 березня 2011 року:
|          | Загалом | Допрацездатний вік | Працездатний вік | Постпрацездатний вік |
| -------- | ------- | ------------------ | ---------------- | -------------------- |
| Чоловіки | 50      | 5                  | 39               | 6                    |
| Жінки    | 52      | 9                  | 27               | 16                   |
| Разом    | 102     | 14                 | 66               | 22                   |